# Charles Elwood Yeager
|  | Flytteforslag Denne side er foreslået flyttet til Chuck Yeager. Klik her for at se flytteforslaget. Begrundelse: næsten alle af de p.t. 52 sprogs artikler, og et utal af andre steder, har valgt at kalde den det |

Charles Elwood "Chuck" Yeager (født 13. februar 1923, død 7. december 2020) var en amerikansk jager- og testpilot  det første menneske, der beviseligt fløj hurtigere end lydens hastighed. Dette skete den 14. oktober 1947. 
Chuck Yeager blev født ind i en fattig familie, og med kun en high school uddannelse meldte han sig til hæren i 1939, hvor han begyndte at arbejdede som mekaniker. Udstyret med et syn dobbelt så godt som normale mennesker[kilde mangler] blev han uddannet pilot og under 2 verdenskrig sendt til England for at eskortere de store bombefly fra 8. luftflåde. Han nåede at nedskyde 11 fly, noteret som 11,5 luftsejre.[kilde mangler] Blandt andet var han den første amerikaner, der skød 5 fly ned på en dag, og en af de få, som skød en tysk Messerschmitt Me 262 ned.[kilde mangler]
Efter krigen blev han ansat som testpilot af hærens luftvåben, og det var herfra han blev udvalgt til at flyve Bell X-1 maskinen, der blev den første, der beviseligt gennembrød lydmuren. Der har været forlydender om, at to piloter tidligere skulle have brudt lydmuren, den første var en tysk pilot under 2. verdenskrig, den 9. april 1945, i en Me 262, den anden en amerikansk testpilot i en prototype af North American F-86 Sabre, ligeledes i 1945. Men i begge tilfælde mangler beviset.
Gennem sin karriere nåede Yeager at flyve stort set alle flytyper i USA og nåede at deltage i to krige (2. verdenskrig og Vietnamkrigen). På trods af sin manglende uddannelse steg han i graderne i luftvåbnet og endte sin karriere som brigadegeneral i 1975.
Han var model for hovedpersonen i Tom Wolfes roman The Right Stuff (på dansk: Kold marv), der er blevet filmatiseret (dansk titel: Mænd af den rette støbning), hvor han spilles af Sam Shepard, der blev nomineret til en Oscar for bedste mandlige birolle. Yeager har selv en lille birolle i filmen som bartender.
I 1985 blev han hædret med Presidential Medal of Freedom af Ronald Reagan.
Chuck Yeager blev i 1986 udpeget af præsident Ronald Reagan til medlem af Rogers-kommissionen, der skulle undersøge ulykken med rumfærgen Challenger.